# Kvæði

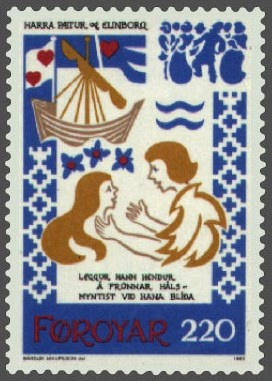
Sello de las Islas Feroe que representa la balada feroesa Harra Pætur & Elinborg

Se denomina kvæði (Kvaedhi; de kvøða: «cantar una canción») a las baladas antiguas de las Islas Feroe. Un kvæði puede tener cientos de estrofas más un estribillo cantado entre cada verso.
En general, se cree que las baladas faroesas, como en otras partes de Europa, comenzaron a ser compuestas en la Edad Media, pero aunque se tienen escrituras medievales faroesas, el origen de las baladas medievales es oscuro. Los temas tratados por las baladas de las Islas Faroe son muy diversos, incluyendo relatos heroicos en el pasado distante, política contemporánea, y cuentos cómicos. La capa más arcaica, son los relatos heroicos. Se pensaba que estos derivaban independientemente de las narraciones orales de la época vikinga, y esto puede ser cierto para algunas, pero se ha demostrado recientemente que derivan directamente de las sagas islandesas escritas. Los orígenes de las baladas faroesas, en ese momento, parece encontrase entre el siglo XIV (cuando las sagas islandesas tendían a estar compuestas) y el siglo XVII (cuando el contacto con Islandia disminuyó).
Las baladas de la Isla Feroe comenzaron a ser recogidas por Jens Christian Svabo en 1781–1782, aunque la colección de Svabo no fue publicada durante su vida; el sucesor más prominente de Svabo fue Venceslaus Ulricus Hammershaimb. Los historiadores daneses Svend Grundtvig y Jørgen Bloch comenzaron el proceso de una edición estándar completa de baladas, que finalmente dio lugar a Føroya kvæði/Corpus carminum Færoensium, publicado entre 1941 y 2003. Las baladas tomaron un papel importante para el desarrollo de la conciencia nacional de las Islas Feroe y la promoción de la alfabetización en las Islas Feore en el siglo XIX y XX.
Entre los kvæði más famosos está Ormurin langi, escrito por Jens Christian Djurhuus. En la actualidad, algunos han sido versionados por la banda feroesa de folk metal Týr.

## Islandia
Kvæði también significa verso en islandés, y a veces es utilizado para designar una estrofa.